# 微刺卫矛
微刺卫矛（学名：Euonymus aculeolus），为卫矛科卫矛属下的一个植物种。